# 주아소르스 미군
미국 아소르스 주둔군(United States Forces Azores (USFORAZ))는 미국 국방부에서 1953년 3월 16일부터 2004년까지 운영했었던 예하 통합전투사령부로 포르투갈 근처의 아소르스 제도에 속하는 테르세이라섬의 라즈스 비행장에 본부를 두었다.
USFORAZ는 평시에 소규모 합동참모진의 도움을 받아 우발적인 상황에 대비하는 계획을 세웠다. 1982년부터 배치된 제1605군사공수지원단과 함께 북아메리카와 북대서양과 마주하는 유럽국가를 지원하였다.
현재 공중전투사령부 예하 제65항공기지전대와 제729항공수송전대, 지상배치배급사령부의 아소로스 파견대가 비행장에 잔존하고 있으며, 미국 유럽 공군-아프리카 공군에 배속되어 있다.

## 배속
- 미국 대서양 사령부; 1953년
- 미국 합동전력사령부; 1999년